# Marv Films
Marv Films er et britisk filmselskab grundlagt i 1997 af Matthew Vaughn og Guy Ritchie. Selskabet producerer film som Det sidste job, Stardust, Kick-Ass, Kingsman: The Secret Service og Kingsman: The Golden Circle.